# Synthemis macrostigma
Synthemis macrostigma – gatunek ważki z rodziny Synthemistidae. Występuje na Fidżi.
Gatunek ten opisał Hagen, a opis ukazał się w artykule Selysa opublikowanym w 1871 roku. Samiec pochodził z nieustalonej wyspy Oceanii, a samica z Fidżi. Później uważano, że gatunek występuje też w Australii, ale Tillyard zauważył różnice między ważkami z kontynentu a tymi z wysp Oceanii i w 1910 roku opisał dwa australijskie podgatunki: S. m. occidentalis i S. m. orientalis; są one obecnie uznawane za osobne gatunki o nazwach Archaeosynthemis occidentalis i Archaeosynthemis orientalis. Synthemis macrostigma nie jest wymieniany na współczesnej liście ważek Australii.